# アジアテック

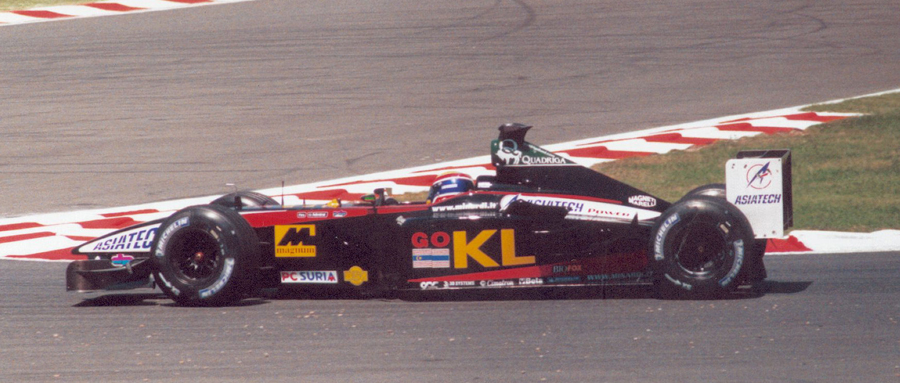
アジアテックエンジンを搭載するミナルディ、マーク・ウェバーがドライブ。2002年フランスグランプリ

アジアテック（Asiatech）は、2001年と2002年にF1に参戦していたレーシングエンジンビルダー、アジア・モーター・テクノロジーズ・フランス (Asia Motor Technologies France) の商号。
日本の民間資本を元にジョン・ゲイノーとエンリケ・スカラブローニが設立、2000年シーズンの終わりに撤退したプジョーのF1エンジンプログラムを引き継いだ。その計画はトップレベルのヨーロッパのエンジン技術をアジアが習得し、アジアメインのF1チームを創設することであった。
同社はスタッフを170名から220名まで増やし、オリジナルシャシーの風洞モデルを開発、2001年はアロウズ、2002年はミナルディにエンジンを供給していたが、スポンサーからの資金が途絶えるとスタッフと設備をプジョーに返却、2002年シーズンの終わりと共に消滅した。

## 概要
前身はプジョー社内のF1エンジン開発チーム。同社が2000年限りでF1から撤退することを発表すると、アジアテックは同社のF1エンジン開発部門の設備や人員をほぼそのまま買い取った。新たにテクニカルディレクターにフェラーリ・641/2などのデザイナーとして知られるエンリケ・スカラブローニを招き入れ、2003年より独自チームによるF1参戦を実現することを目標に、エンジン開発を続行した。
2001年はアロウズに対してV10エンジンを無償で供給し
、2002年にはミナルディに供給した。
しかし元々ベースとなったプジョーエンジン自体 戦闘力に乏しかった上、アジアテックとなってからも特に開発体制の強化は行われなかった。さらに、エンジンが供給されたアロウズ、ミナルディは共に弱小チームだったことも重なり、成績は低迷し2年間でわずか3ポイントを獲得するに留まった。
2002年シーズン、9つのサプライヤーがエンジンを供給した中、アジアテックの信頼性は4位でBMWと同率であった。ミナルディの14回のリタイアのうち、4回はエンジンが原因でよるものであった。同社はこのシーズン中にウィリアムズがディドコットに所有していた設計オフィスを買収、オリジナルシャシーを設計してアジアテック・エンジンのテストベッドに使用、2004年には参戦を予定していた。
アジアテックはエンジンをチームに対し無償で供給していたが、成績が低迷したことから、同社のバックについていたと見られるスポンサーは同社のプロジェクトに対する追加出資を拒否した。このため同社は独自チームでのF1参戦はおろかエンジンビルダーとしての活動継続も困難となり、2002年シーズン終了と共にF1から姿を消した。スタッフはプジョーに戻ったり、ルノーやその他のF1エンジンサプライヤーに転籍した。
2003年2月、アジアテックの資産はパリのオークションで売却された。資産の内容は18基のエンジン、シャシーダイナモ、様々な工作機械と測定機器であった。

## 盛田英夫との関係
スポンサーの中でも盛田家のソニー株式の運用益から様々な事業に投資していたソニー創業者の一人盛田昭夫の長男盛田英夫が、2000年にソニー株を売却して調達した230億円を、オランダに設立したミント社を通じてアジアテックに融資を行い、中核的な役割を果たしていたと言われている。
プロジェクトの失敗によって、盛田英夫が社主を務めるレイケイが外資系金融機関にソニー株を抵当にした上で融資を受け、ミント社の債権の穴埋めをする処理に当たったが、この取引が税法上の子会社整理損ではなく、社長が支配する別会社への寄付にあたるとして65億円の追徴課税処分を受けた。レイケイは納付せずに異議申し立てを行ったため、所有不動産が差し押さえられた状態で同年6月に解散し、残務清算を行っている。いわば、盛田英夫のアジアテックへの関わりが、レイケイ破綻へのトリガーの一つとなった。

## F1での成績
(key) （太字はポールポジション、斜体はファステストラップ）
| 年     | チーム                           | シャシー         | エンジン     | タイヤ | ドライバー               | 1   | 2   | 3   | 4   | 5   | 6   | 7   | 8   | 9   | 10  | 11  | 12  | 13  | 14  | 15  | 16  | 17  | 順位 | ポイント |
| ------ | -------------------------------- | ---------------- | ------------ | ------ | ------------------------ | --- | --- | --- | --- | --- | --- | --- | --- | --- | --- | --- | --- | --- | --- | --- | --- | --- | ---- | -------- |
| 2001年 | オレンジ・アロウズ・アジアテック | アロウズ・A22    | 001 3.0 V10  | B      |                          | AUS | MAL | BRA | SMR | ESP | AUT | MON | CAN | EUR | FRA | GBR | GER | HUN | BEL | ITA | USA | JPN | 10位 | 1        |
| 2001年 | オレンジ・アロウズ・アジアテック | アロウズ・A22    | 001 3.0 V10  | B      | ヨス・フェルスタッペン   | 10  | 7   | Ret | Ret | 12  | 6   | 8   | 10  | Ret | 13  | 10  | 9   | 12  | 10  | Ret | Ret | 15  | 10位 | 1        |
| 2001年 | オレンジ・アロウズ・アジアテック | アロウズ・A22    | 001 3.0 V10  | B      | エンリケ・ベルノルディ   | Ret | Ret | Ret | 10  | Ret | Ret | 9   | Ret | Ret | Ret | 14  | 8   | Ret | 12  | Ret | 13  | 14  | 10位 | 1        |
| 2002年 | KL ミナルディ・アジアテック      | ミナルディ・PS02 | AT02 3.0 V10 | M      |                          | AUS | MAL | BRA | SMR | ESP | AUT | MON | CAN | EUR | GBR | FRA | GER | HUN | BEL | ITA | USA | JPN | 9位  | 2        |
| 2002年 | KL ミナルディ・アジアテック      | ミナルディ・PS02 | AT02 3.0 V10 | M      | アレックス・ユーン       | 7   | Ret | 13  | DNQ | WD  | Ret | Ret | 14  | Ret | DNQ | 10  | DNQ |     |     | 13  | Ret | Ret | 9位  | 2        |
| 2002年 | KL ミナルディ・アジアテック      | ミナルディ・PS02 | AT02 3.0 V10 | M      | アンソニー・デビッドソン |     |     |     |     |     |     |     |     |     |     |     |     | Ret | Ret |     |     |     | 9位  | 2        |
| 2002年 | KL ミナルディ・アジアテック      | ミナルディ・PS02 | AT02 3.0 V10 | M      | マーク・ウェバー         | 5   | Ret | 11  | 11  | WD  | 12  | 11  | 11  | 15  | Ret | 8   | Ret | 16  | Ret | Ret | Ret | 10  | 9位  | 2        |